# Purdiaea
Purdiaea là một chi thực vật có hoa trong họ Clethraceae.

## Loài
Chi Purdiaea gồm các loài: